# Personnages de Yu-Gi-Oh! GX
 (juin 2024).
 (octobre 2017).
Si vous disposez d'ouvrages ou d'articles de référence ou si vous connaissez des sites web de qualité traitant du thème abordé ici, merci de compléter l'article en donnant les références utiles à sa vérifiabilité et en les liant à la section « Notes et références ».
 (octobre 2017).
- Si vous ne connaissez pas le sujet, laissez ce bandeau (vous pouvez alors contacter les auteurs).
- Si vous supprimez le contenu mis en cause (vous pouvez préalablement contacter les auteurs),

argumentez précisément cette suppression dans la page de discussion
(un manque de référence n'est pas un argument ; une recherche réelle de référence doit avoir été effectuée, être formellement documentée).
Cet article traite des personnages de l'anime Yu-Gi-Oh! GX.

## Personnages

### Alexia Rhodes
Elle fait partie du dortoir bleu d'Obelisk qui est le plus classé. Elle utilise un deck Cyber sport avec des monstres féminins. Contrairement à ses amis, elle ne se destine pas à une carrière pro mais souhaite devenir enseignante. Au début de la première saison, elle recherche son frère Isidore Rhodes. Durant la deuxième saison, elle est battue par Chad Princeton et devient l'alliée de la société de Lumière. Elle change radicalement de deck et utilise celui que lui confie Sartorius : un jeu extrêmement puissants basé sur les monstres de type glace. Heureusement, Jaden parvint à la battre de justesse, et la sauva de l'emprise de la société de lumière... Elle est amoureuse de Jaden Yuki.
Dans la troisième saison, Alexia, peu après avoir suivi Jaden et ses amis dans la dimension parallèle pour sauver Jesse, est envoyée dans les étoiles via le livre magique du roi fou, dans le but d'activer sa carte Super-Polymérisation (mais ce sans succès), sous le kanji de la Tristesse. 
Dans la quatrième saison, la jeune fille fait un Tag-Duel avec pour partenaire Jaden et pour adversaire Blair et Davy Crickett. Au début, les deux amis ne s'entendent pas: Jaden ne joue pas en utilisant correctement les monstres d'Alexia, ce qui l'agace profondément. Blair profite de leur désaccord pour jouer une carte magique permettant d'échanger les partenaires. Alexia accepte et Blair se retrouve l'acolyte de Jaden. L'équipe prend alors l'avantage, mais cela ne plaît pas à Jaden, qui s'excuse envers Alexia. Alors elle détruit la carte de Blair, redevient partenaire de Jaden et gagne le duel.

### Lymann Banner
Lymann Banner (Daitokuji) est le professeur principal des rouge Sliffer. Il enseigne également l'alchimie. Il est accompagné de son chat Pharaon; c'est aussi un des sept cavaliers de l'ombre qui va préparer Jaden à un combat d'une grande importance...
Il a travaillé sur les objets millénaires pour Kagemaru en Égypte par le passé. Il y tombe gravement malade et ne survit qu'en transférant son âme dans des homoncules grâce à ses talents alchimiques. Il les use néanmoins de plus en plus vite et il ne lui reste que très peu de temps à vivre.
Il est révélé comme étant le septième cavalier de l'apocalypse et réussit à reprendre toutes les clés sauf celle de Jaden. Il défie ce dernier et perd le combat. Il révèle alors qu'il travaillait à faire progresser Jaden pour qu'il puisse défaire et faire revenir Kagemaru à la raison. Il lui transmet un objet indispensable à sa victoire et décède. Alors que son âme allait rejoindre l'au delà, il est avalé par son chat et "vit" dorénavant dans son estomac. Il réapparaît ponctuellement quand son chat ouvre la bouche et le libère, et tient un rôle de conseil pour Jaden. Il semble également satisfait de sa condition de fantôme et ne souhaite pas rejoindre l'au-delà.
Plus tard il fera le voyage dans le temps avec Jaden et Pharaon pour que Jaden livre son duel contre Yûgi Muto.

### Blair Flannigan
Blair Flannigan, connu sous le nom de Rei Saotome (早乙女レイ, Saotome Rei?) dans la version originale en langue japonaise. Son surnom dans la version japonaise est tiré du nom de Ranma Saotome, protagoniste de Ranma ½ ; il s'agit d'un jeu de mots car elle se déguise en garçon (Ranma était condamné à se transformer en fille à chaque fois qu'on l'aspergeait d'eau froide). Dans la version anglaise, Blair a la voix de Lisa Ortiz, tandis que c'est Eri Sendai qui prête la sienne dans la version japonaise. 
Initialement un personnage secondaire figurant dans un épisode de stand-alone au cours de la première saison, Blair a rejoint le cast principal au début de la troisième après avoir prouvé sa valeur comme duelliste.

### Davy Cricket
Davy Cricket est un Jaune Râ depuis son arrivée au début de la deuxième saison. Il utilise un deck dinosaure au début de la série et affronte tous les duellistes de l'ile pour prendre leur disque de duel. Il se prend pour un sergent dont son père est un officier dans l'armée de terre.

À noter que dans la version japonaise originale, son nom est Tyranno Kenzan et qu'il ne se prend pas du tout pour un sergent. Il se présente plutôt comme un féru de dinosaures et finit souvent ses phrases par "don" ou "saurus".
Il est à l'origine jaloux du statut d'icone de Jaden et souhaite le remplacer en le battant. Il perd le duel et décide de le suivre comme son « petit frère », rôle dévolu jusque-là par Syrus.
Parfois, on peut remarquer que sa pupille change de couleur et de forme : elle prend celle d'une pupille de dinosaure (transformation souvent effectuée lors d'un duel ou dans un moment d'excitation). 
Cette transformation est due au fait que Davy a été victime d'un accident lors de fouilles. Le chirurgien qui l'a opéré s'est servi d'un os de dinosaure pour réparer sa jambe gauche ce qui a amené son ADN à fusionner avec celui d'un dinosaure. Cela lui confère une résistance accrue à la manipulation mentale, il est notamment insensible à l'hypnose de Sartorius.
Il est très souvent en compétition avec Syrus pour savoir qui est le véritable "petit frère" de Jaden.
Son deck est composé de beaucoup de dinosaures comme Tyrrano Super Conducteur, Saurus élémentaire, Hyper Tête de Marteau, Tyrrano Ultime et beaucoup d'autres.
Son monstre préféré est le Tyrrano noir qu'il invoque à presque tous les duels.
Saison 2 :
Monstre 
- Tyrrano Noir
- Tyrrano Ultime
- Destructosaure
- Sabresaure
- Bébécérasaure
- Gilasaure
- Driceratops des ténèbres
- Stégo Noir
- Hyper-Tête de marteau
- Saurus élémentaire
- Tyrrano Super-Conducteur
- Tyrrano-Infinité

### Vegan Crowler
Vegan Crowler (version originale : Cronos de Medici) est un professeur à l'académie de duel : il est responsable du dortoir Obélisk Blue. Professeur renommé et respecté, il a une très haute opinion de lui-même et de son dortoir et pense que l'académie de duel ne devrait être accessible qu'à l'élite. Il est l'un des principaux ressorts comiques de l'animé pendant l'essentiel de la série grâce à son accent italien exagéré, ses mimiques, sa lâcheté, ses plans échouant systématiquement et sa peur des chats. Il devient cependant très courageux et prêt à tout pour protéger ses élèves en cas d'extrême danger.
Lors de l'examen d'entrée à l'académie, il souhaite donner une leçon à un retardataire, Jaden Yuki, en le défiant en personne et en utilisant son propre deck. Il perd cependant le duel et passe l'essentiel de la première saison à essayer de le faire renvoyer, sans succès. Il est désigné par le principal comme l'un des gardiens des 7 clés protégeant les démons mythiques. Il la perd face à la duelliste vampire et est temporairement transformé en poupée.
Durant la deuxième saison, il remplace temporairement le principal et est régulièrement en conflit avec le vice principal Wellington qui souhaite éradiquer le dortoir Slifer rouge. Ils finissent tous deux par s'affronter en duel pour déterminer le sort du dortoir, Crowler y remportant sa seule victoire de l'animé et sauvant donc le dortoir rouge. Il est plus tard renvoyé temporairement de l'académie avec Wellington et tente sans succès de se faire embaucher par Pegasus, il est néanmoins réintégré à l'académie.
Durant la troisième saison, il est expédié dans la dimension ténébreuse en tentant d'empêcher Echo de s'y rendre. Il survit tout le long du voyage et assiste à la victoire de Jaden sur Yubel avec Syrus.
Durant la quatrième saison, il tente de faire annuler la fin de l'année scolaire, s'étant trop attaché à ses élèves et ne voulant à aucun prix les voir partir. Jaden le défie et le bat avec le même combo que lors de l'examen d'entrée, suscitant le respect de Crowler et enterrant définitivement la hache de guerre entre eux.
Il emploie un deck Rouages Anciens pendant toute la série. 

### Jesse Andersen
C'est un élève de la Duel Academy pendant sa 3e année d'étude en duel de monstres (en bleu Obélisk). C'est également l'ex-champion de l'Académie du Nord. En effet, le directeur de la Duel Academy invite tous les champions de chaque autre école à rejoindre son académie. Il est à la recherche de la lithographie romaine représentant le Dragon Arc-en-Ciel afin que Pegasus crée la carte.
Après avoir retrouvé la lithographie, Maxilien Pegasus crée la carte du Dragon Arc-en-Ciel. La Duel Academy est envoyée dans un autre monde, et Pegasus lui fera parvenir par un vortex entre les deux dimensions, généré par la force d'un duel entre Jesse et Zane Truesdale.

Jesse, grâce à l'aide de Jaden Yuki, réussit à renvoyer l'école et ses occupants dans le monde réel, mais lui y reste bloqué. Ce n'est que grâce à l'aide de Jaden que Jesse est libéré.En effet, juste après leur retour à la Duel Academy, Jaden et tous ses autres amis (même Zane et Aster), ont pris un couloir qui mène à une autre dimension pour sauver Jesse. Jaden finira par trouver Jesse mais il est possédé par Yubel (il envoie Zane et Adrien dans les étoiles). Pour le sauver, Jaden l'affrontera en duel, il sera sauvé par la carte Super Polymérisation car l'esprit de Jesse était emprisonné dans la carte du dragon Arc-En-Ciel des ténèbres.
Il joue un Deck de Bêtes Cristallines qu'il a gagné dans un tournoi. Il les a reçues des mains de Pegasus, et ce dernier considère Jesse comme un duelliste d'exception au même titre que Yûgi Muto, Seto Kaiba, Joey Wheeler et Aster Phoenix.
C'est l'un des meilleurs amis de Jaden.

### Aster Phoenix
C'est un duelliste de 16 ans de la Ligue professionnelle qui apparaît dans l'épisode 53 (de Yu Gi Oh! GX) sous le nom de Aster Phoenix.
Il utilisera un deck construit avec seulement des boosters "Sanctuaire Ancestral" contre Jaden Yuki. Jaden le battra, par la suite, il reviendra avec un deck "Héros de la Destinée", qui (dans la série) ont été créées par son père, et battra Jaden Yuki. Quelques épisodes après, il se fera battre lors du duel retour contre Jaden Yuki.
Il est associé à Saiou Takuma (Sartorius) qui lui dicte les résultats de ses matchs grâce à son don de voyance de chacun des êtres vivants sur Terre. Par la suite, il découvrira que Sartorius veut prendre possession de l'école en créant "la Société de Lumière" et deviendra l'allié de Jaden Yuki. Par la suite, lui et Jaden apprendront qu'ils sont les élus via Sarina, la sœur de Sartorius, Sartorius dont l'âme est divisée en deux, et dont son bon côté, qui se manifeste rarement, remettra une clef à chacun des élus. Ils sauront par la suite que ces clefs permettent l'activation d'un satellite laser, pouvant réduire les êtres humains en zombies.
Après cela, Aster reverra son tuteur, le Docteur D, champion de la ligue professionnelle (car son père a disparu, enlevé), mais pas de la meilleure façon qu'il soit. En effet, le Docteur D lui apprendra que c'est lui qui a enlevé son père et enfermé son âme dans sa dernière création. Aster, bouleversé, va se battre contre lui. Tout ira bien jusqu'à ce que le Docteur D sorte son arme secrète: la combinaison des cartes volées à son père, le Héros de la Destinée Plasma et la carte magique Force D. Alors qu'Aster reprend le dessus, le Docteur D lui montre que l'âme de son père est enfermée à l'intérieur des ailes de Plasma. Finalement, Aster gagne le duel et récupère Plasma et Force D.
C'est le premier duelliste à avoir battu Zane Truesdale dans la Ligue professionnelle, ce qui va d'ailleurs entraîner la chute aux enfers de celui-ci, perdant ses duels l'un après l'autre.
Dans la saison 3, Aster tombe malgré lui dans une dimension parallèle, accompagné de Zane, lorsque Jaden part pour délivrer Jesse. Il bat un gobelin et un associé à l'ultime souverain mais perd finalement contre Adrien qui, lors de leur duel, offre Echo en sacrifice pour libérer Exodia.
Dans la saison 4, Crowler supplie Aster de prendre Chad comme assistant pour l'initier au monde des professionnels. Chad n'apprécie pas le fait de devoir plier à ses ordres, de devoir le suivre dans toutes ses tournées mondiales, de devoir rester dans un entrepôt miteux et de gérer son emploi du temps surchargé. Néanmoins, un soir à la suite d'une dédicace, Chad surprend Aster à un duel 1000 contre 10000 pour son adversaire. Lors de ce duel, Aster se blesse et Chad comprend les efforts qu'il a dû faire pour en arriver là.
Finalement, l'agent d'Aster décide d'organiser un duel qui l'opposera à Chad Princeton, dans le but de faire perdre Aster et le forcer à quitter la ligue professionnelle "officiellement". Car en réalité, Chad ayant perdu la carte qu'Aster conservait précieusement, le jeune homme se fit renvoyer. Jaden réussit, sous les supplications de Chad, de percer les secrets de ce vol de carte et de les mettre au grand jour. Alors, le président de la compagnie absout Aster et lui rend la carte volée, qui est la fusion de Plasma et de Dogma, ses monstres les plus puissants. Mais malgré cela, Chad gagne le duel et se fait un nom dans la ligue professionnelle.
Dans Yu-Gi-Oh! 5D's qui se déroule des années après Yu-Gi-Oh! GX, selon Blister, Aster serait devenue une légende en tant que duelliste professionnel.

### Chad Princeton
Age (en théorie) : 15 ans au début de la série.
Chazz est un personnage prétentieux et a le même opinion que le Dr. Vegan Crowler sur les "apprentis duellistes". Chazz veut absolument briller dans le domaine du duels car ses 2 frères (Slade et Jagger Princeton) brillent chacun de leur côté, l'un en finance, l'autre en politique. 
Son surnom dans la version japonaise "Manjome Thunder" lui vient d'une de ses manies : quand on l'interpelle par son nom, il insiste systématiquement pour qu'on y ajoute "Monsieur", ce qui donne "Manjome san da" en japonais, une sonorité proche de "Thunder".
Il était autrefois un élève du dortoir Bleu Obélisk jusqu'à ce que les défaites répétées contre Jaden lui fassent temporairement quitter la Duel Academy pour intégrer l'Académie du Nord.
Lors de son périple, il devient lui aussi en mesure de voir les esprits des monstres de duel, notamment sa carte fétiche qu'il découvre par hasard : Ojama Yellow.
Il sera désigné représentant de l'académie du nord pour un duel inter-académie contre Jaden, qu'il perdra. Il réintègre l'académie principale mais est retrogradé au rang de Slifer Red. Il y restera un an.
Il se fait hypnotiser par Sartorius durant la saison 2 et devient son bras droit au sein de la société de lumière. Il est finalement réveillé par Jaden, et gagne le tournoi organisé par l'académie : le GeneX après avoir écrasé tous les membres de la société de lumière.
Durant la saison 4, il réintègre le dortoir Obélisk Blue mais s'inquiète de son avenir : Aucune ligue professionnelle ne veut de lui. Il effectue alors un stage comme assistant d'Aster Phoenix, mais vit mal le fait de devoir servir de valet, ainsi que de devoir ranger sa gigantesque collection de cartes. Après avoir réalisé tous les efforts qu'Aster entreprend pour se maintenir au top, il change de comportement et devient très professionnel. Il est alors impliqué dans les manipulations de Mike, l'attaché de presse d'Edo qui souhaite ruiner sa carrière (il lui a volé une carte très importante appartenant à son sponsor, et ne pas la retrouver le forcerait à prendre sa retraite). Chazz remplace Edo lors d'un duel d'exhibition contre Jaden en portant un costume (ridicule) d'Ojama Yellow. Alors qu'il est sur le point de gagner, il doit accepter de perdre sur ordre de Mike.
Il participe ensuite à un faux duel d'exhibition qui n'a en réalité pour but que de mettre en scène la fin de carrière d'Aster. Jaden démasque Mike et retrouve la carte volée, permettant à Aster de poursuivre sa carrière. Chazz remporte néanmoins le duel et se fait un nom dans le monde professionnel.
Dans le manga, il est plus froid et distant. Vainqueur de nombreux championnats dans son enfance, il est également capable de voir les esprits des monstres de duel. N'ayant jamais rencontré quelqu'un doté des mêmes capacités jusqu'à Jaden, il se sait élu d'une cause indéterminée et ne sait comment agir faute de direction claire. Il est également jalousé pour son statut de bleu obélisque, d'autres étudiants pensant qu'il a acheté sa place grâce à la fortune familiale. Il perd son premier duel face à Jaden mais prend sa revanche en finale du tournoi de la duel academy. Il combat ensuite Dragoedia à ses côtés et remporte le duel. 
Son deck a est celui qui a le plus de variantes dans l'animé :
1. basé sur les cartes dont le nom incluent "Chtonien", dont :

- Soldat Chtonien
- Explosion Chtonienne
- Polymère Chtonien

1. basé sur les cartes V-W-X-Y-Z
2. basé sur les Dragons Armés
3. basé sur les monstres faibles (moins de 500 d'attaque) - introduction des Ojamas
4. basé sur un mix entre Dragons Armés, Ojamas et VWXYZ
5. basé sur les Beetrons + Ojamas
6. basé sur les Chevaliers Blancs
7. basé sur Lame des Ténèbres, le Dragon Chevalier
8. un mix de Dragon Armé (non confirmé), Ojamas (confirmé), VWXYZ (confirmé), Beetrons (non confirmé)

### Isidor Rhodes
Isidor Rhodes (version originale : Tenjoin Fubuki) apparaît dans l'épisode 29 en tant que "Masque des ténèbres", il est alors contrôlé par celui qui sera désigné dans la saison 4 comme étant Darkness. Il utilise à ce moment un deck de "Dragon Noir aux Yeux Rouges" (ATK : 2 400 ; DEF : 2 000). Il est un des 7 Cavaliers de l'Ombre, une organisation voulant libérer le pouvoir des Bêtes sacrés, trois démons légendaires. Il va se battre contre Jaden Yuki et Jaden va réussir à le battre in extremis. Par la suite, il va redevenir Isidor Rhodes (le frère d'Alexia Rhodes) et il utilisera un deck Idol grâce auquel il voudra entrainer Alexia (avec le soutien du docteur Crowler) dans le monde des stars. Il devra donc affronter sa sœur pour l'emmener avec lui, mais sa sœur gagnera de justesse.
Dans la saison 4, il affrontera Jaden une nouvelle fois avec le masque des ténèbres afin de pouvoir se souvenir de son entrée dans le monde des ténèbres. Après que Néos ait permis à jaden de l'emporter, il finira par retrouver les réponses à ses questions.
Durant l'invasion de Darkness et de ses ténèbres, il affrontera Fujiwara, son vieil ami est alors possédé par Darkness mais Isidor perdra. Ce sera au tour de Jaden et Jesse de prendre le relais face au dernier obstacle avant l'affrontement final face au véritable Darkness.

### Sartorius
Sartorius - version originale : Takuma Saiō (斎王琢磨, Saiō Takuma) - est un personnage de la saison 2 de Yu-Gi-Oh! GX où il est l'antagoniste principal.
Il rencontre Aster Phoenix à l'enterrement de son père et lui annonce vouloir l'aider. Il devient son manager tout en prophétisant qu'un jour il devra le sauver.
C'est un medium qui utilise un deck tarot avec des cartes qui tournent et ont des effets différents selon la position dans laquelle elles s'arrêtent (tête vers le haut ou vers le bas). L'assassin du père d'Aster vient le consulter aussi d'une carte qu'il pense maudite, ce qui s'avère exact : le pouvoir de la carte corrompt Sartorius qui développe alors une seconde personnalité voulant inonder le monde de lumière et donc rompre l'équilibre ténèbres/lumière ce qui amènerait la destruction du monde.
Il voit Jaden comme un danger car il est le seul capable d'outrepasser ses prévisions.
Il se fait admettre en troisième année à l'académie au rang d'Obélisk Blue. Ceux qui perdent en duel contre lui deviennent hypnotisés par ses pouvoirs et contraint d'exécuter ses ordres. Ils sont reconnaissables à leurs habits blancs et formant la Société de lumière chargée d'aider Sartorius à détruire le monde. Il hypnotise d'abord Chad Princeton puis la quasi-totalité des dortoirs Blue et Yellow deviennent membres, y compris Alexia Rhodes et Bastien Misawa.
Lors du tournoi GX, il parvient à manipuler le principal pour qu'il invite un prince d'un petit royaume qui a développé un satellite pourvu d'un rayon laser capable de détruire le monde. Il le bat en un seul tour et se fait remettre la mallette de contrôle du laser.
Pendant cette période, il recouvre de façon sporadique ses esprits pendant de brèves périodes de temps. Sa vraie personnalité arrive à transmettre les deux clés permettant d'activer la mallette de contrôle à Jaden et Aster, leur faisant promettre de les défendre à tout prix. Toutes ses tentatives pour les récupérer se soldent par des échecs. Aster vient néanmoins le défier et perd face à lui, et perd sa clé au passage. Sartorius parvient à manipuler Jaden pour qu'il lui remette la seconde clé et les transmet en cours de duel au prince qui est toujours sous ses ordres. 
Il finit par perdre face à Jaden et le prince est neutralisé par Davy Crickett et l'esprit de Neos. Le véritable Sartorius revient définitivement à lui mais est envoyé en cure de convalescence. Il a également perdu ses pouvoirs prémonitoires.
Il revient avec Kagemura durant la saison 4 pour demander à Jaden de s'occuper de la nouvelle menace, ne pouvant le faire eux-mêmes car toujours en traitement. On le revoit par la suite sauver Jaden de plusieurs Mr T, avant de le provoquer en duel. Il lui apprend que sa sœur est prisonnière de Darkness et qu'il doit le battre pour la libérer. Il perd cependant le duel et disparaît avec sa sœur jusqu'à ce que Jaden ne finisse par vaincre Darkness.

### Zane Truesdale
Zane (ou Zen) Truesdale est le meilleur élève de sa promotion. Dans la première saison, il est en troisième année dans le dortoir Bleu Obélisk. Il est aussi le grand frère de Syrus Truesdale (Marufuji Sho). Sa première apparition est lors de l'épisode huit où il affronte le héros Jaden Yuki. C'est un personnage hautain, froid et distant mais qui est très protecteur envers Alexia Rhodes (Tenjoin Asuka)qu'il considère comme sa sœur. Au début de la saison, il méprise son frère, puis va peu à peu le respecter. Il termine l'année avec 1000 points sur 1000 à son examen. Passé professionnel dans la saison 2, il va finalement perdre face à  Aster Phoenix (Edo Phoenix). Dès lors, il va entamer une descente aux enfers, perdant tous ses duels jusqu'à se retrouver dans les derniers. C'est là qu'il rencontre Mr Shroud, qui va lui faire jouer un duel underground, au cours duquel il risque sa vie. À la suite de cette descente aux enfers, sa soif de pouvoir l'amène à récupérer un deck très puissant basé sur les cybers machines des ténèbres telles que dragon cyberténébreux.
L'utilisation prolongée de ce deck ainsi que l'emploi répété de sévices physiques lors de ses duels font décliner sa santé, principalement son cœur. Persuadé que sa vie est condamnée à brève échéance, il suit Aster Phoenix dans le monde ténébreux à la recherche de Judai avec pour but de connaître la victoire ultime avant de mourir. Il affronte Yubel dans ce monde et perd le combat d'extrême justesse. 
Durant la quatrième saison, apaisé, il est en convalescence dans une maison proche de l'académie. Il est défié, en tant que maître du style Cyber par le maître du style Psycho. Affaibli, il s'écroule avant de pouvoir finir le combat. Syrus lui prend son deck, le modifie à son image et gagne le combat à sa place. Zane reconnait alors que son cadet l'a surpassé et lui offre son deck. 
Âge (en théorie) : 17 ans au début de la série

### Syrus Truesdale
Syrus Truesdale (version originale : Marufuji Sho) est un personnage de l'animé Yu-Gi-Oh! GX. Syrus est le petit frère de Zane Truesdale (Marufuji Ryo). Il fait partie du dortoir des rouges Slifer, et, dans la deuxième saison, de celui des jaunes Râ. Il accède au dortoir des bleus Obélisk au début de la saison 3, mais préfère revenir en jaune Râ, trouvant qu'il n'est pas encore assez expérimenté pour ce niveau.
C'est un duelliste qui doute de lui-même et est même parfois peureux ou anxieux et c'est la cause pour laquelle son grand frère ne lui porte aucune attention. Il deviendra un meilleur duelliste grâce à son meilleur ami Jaden Yuki. Ainsi, lors du duel contre une prénommée Camula, son grand frère va lui faire savoir qu'il l'aime juste avant de perdre le duel. Syrus utilise un deck Véhicroid (des véhicules vivants). C'est en battant Missy, dont le projet était de sortir avec Zane si elle gagnait contre Syrus, qu'il accède au dortoir des Jaune Râ. Il entame également une rivalité avec Davy Crickett pour le titre de "petit frère" de Jaden. 
Au début de la troisième saison, il accède au dortoir des bleus Obélisk, qu'il abandonne rapidement s'estimant encore trop faible pour ce niveau. Déçu par l'attitude de Jaden dans le monde ténébreux, il choisit une position de neutralité et se borne à servir de relais entre tous les protagonistes. Il survit jusqu'au combat final et pardonne finalement à Jaden.
Il revient au dortoir des bleus au début de la quatrième saison et s'occupe de son frère convalescent. Ce dernier étant dans l'incapacité de terminer un duel face au maître du style Psycho, rival du style Cyber, il lui prend son deck et se jure de gagner en son nom. Toutefois, il ne parvient pas à maîtriser le deck de son frère. Jaden lui suggère alors de le modifier pour qu'il lui corresponde. Avec ce nouveau deck, il gagne le combat et surpasse son frère, ayant trouvé des combos que son aîné n'avait même pas envisagés. Zane lui offre son deck à l'issue du combat, considérant qu'il le maîtrise mieux que lui et qu'il doit prendre un nouveau départ.
Âge (en théorie): 15 ans au début de la série

### Jaden Yuki
Jaden Yuki est un duelliste qui rêve de devenir « Le roi des duellistes » ou « Nouveau Maître du Jeu ». Il utilise un deck « Héros des éléments » avec une panoplie de monstres fusions, de cartes magiques et pièges qui les supportent. Il n'est pas très bon à l'école et dort souvent en cours (quand il y assiste, ce qui est de plus en plus rare au fil du temps…). À cause de cela, il fait partie du plus faible dortoir de l'académie qui est celui des Rouges Slifer. Il aurait cependant pu être Jaune Râ à la suite de sa victoire contre Chad Princeton mais il n'a pas voulu. Pourtant, c'est un excellent duelliste qui a réussi à battre le deck de Yugi Muto, toutefois sans les cartes divines comme Le dragon ailé de Râ. À noter qu'il a rencontré une copie de cette dernière qu'il a vaincu, puis utilisé contre le faussaire dans la saison 2 pour le punir avec l'accord du dragon (les faussaires doivent normalement subir la colère du dragon).
Âge : 15 ans au début de la série, 17 ans à la fin.
Dans sa jeunesse, il a commencé à entendre ses cartes parler, notamment une carte nommée Yubel. Au tout début de la première saison, Jaden rencontre Yugi Muto (le célèbre duelliste désigné comme étant le Maître du Jeu) qui lui donne une carte qui est en fait son Kuriboh ailé (ATK 300 ; DEF 200) et cette carte sera son compagnon qui l'aidera lors de certains duels difficiles.
Dans la première saison, on ne retrouve que des petits duels à l'intérieur de la Duel Academy jusqu'à l'épisode 29 où l'histoire commence véritablement. Jusque là Jaden a surtout enchainé les victoires face à des adversaires prestigieux : d'abord il fait une entrée fracassante en gagnant contre Vegan Crowler, professeur de la Duel Academy titulaire d'un doctorat en duel de monstre. Cependant les autres élèves (notamment les Bleu Obélisk) assimilent sa victoire à de la chance et le méprisent. Puis il bat Alexia, la meilleure fille de l'académie (même si cette victoire ne sera pas connu des autres). Afin de l'humilier, Crowler fit combattre Jaden et Chad Princeton, un Bleu Obélisk alors considéré comme le meilleur élève des premières années, dans le cadre d'un examen pratique. Jaden vainquit Chad et un grand nombre d'élèves et professeurs reconnaitront alors le talent de Jaden, c'est aussi le cas du Doyen Sheppard qui promut Jaden chez les Jaune Râ mais ce dernier déclina la proposition. Après ça il dut se battre contre Titan, un charlatan très connu qui prétend disputer uniquement des jeux des ombres et qui a été envoyé par Crowler pour terrifier Jaden alors qu'il comptait exploré le dortoir abandonné (qui est interdit d'accès), cependant ce duel se transforma en un véritable duel des ombres, Jaden ne le remarqua pas mais le gagna quand même. À la suite de cela il sauva sa place dans l'Académie en battant les très célèbres frères Paradoxe dans un duel en double avec Syrus Truesdale, son meilleur ami, car Crowler les avait piégé à la suite de leur aventure dans le dortoir abandonné. Puis Jaden parvint à battre un élève des Jaune Râ ayant volé le deck de Yugi Muto et recopiant le style de jeu de ce dernier avec une grande précision, ce qui lui vaudra le respect d'un grand nombre de ses camarades de classe ayant assisté à ce duel. Plus tard il affronta et battra Bastien Misawa pour déterminer lequel des deux est le meilleur élève des premières années. À la suite de ce duel c'est Jaden qui fut désigné pour représenter la Duel Academy contre l'Académie du Nord dans le cadre du duel inter-académie. Il affrontera et battra de nouveau Chad. Après ce duel les deux élèves seront acclamés et forceront le respect de tous les autres élèves, qu'ils soient de la Duel Academy ou de l'Académie du Nord, qui reconnaitront l'immense talent des deux garçons. Finalement le seul élève contre qui Jaden connut la défaite fut Zane Truesdale, le grand frère de Syrus et meilleur duelliste de l'Académie qui n'a jamais connu la défaite. Cependant Jaden perdit le match seulement sur le fil, ce qui lui vaudra des louanges de la part de Zane (ce qui est plutôt rare). Toutes ses victoires l'ont placé comme étant le deuxième meilleur duelliste de l'académie. 
À partir de l'épisode 29 il est question d'empêcher les 7 Cavaliers de l'Ombre de libérer les trois bêtes sacrées dont les cartes sont cachées sur l'île de la Duel Academy. Jaden reçu l'une des 7 clefs des esprits permettant de déverrouiller le sceau retenant prisonnier les bêtes sacrés et fut le premier a affronter un Cavalier de l'Ombre, il s'agissait du Masque des Ténèbres, à la suite de cette victoire on découvrit qu'il s'agissait en réalité d'Isidor Rhodes, le grand frère disparu d'Alexia. Malgré sa victoire, Jaden fut dans un sale état et eut beaucoup de mal à se remettre de son duel. Il affronta plus tard Camula, une vampire qui avait déjà battu deux porteurs de clef des esprits : Crowler et Zane, même si elle utilisa le chantage contre ce dernier pour gagner (elle tenait en otage l'âme de son petit frère Syrus qui allait être sacrifié aux bêtes sacrées si Camula perdait malgré l'utilisation d'une carte très puissante). Très peu de temps après, Jaden dut affronter le troisième cavalier de l'ombre, Tania, car Bastien avait perdu contre elle et en était même tombé amoureux. Jaden gagna sur le fil. Jaden s'occupa du cinquième cavalier, le pharaon Abidos III, un duelliste légendaire considéré comme l'égal de Yugi Muto, mais finalement, Abidos est un médiocre duelliste et s'il n'a jamais perdu un duel c'est parce que ses adversaires l'ont toujours laissé gagner. Abidos fut charmé par les talents et les discours de Jaden et lui proposa une place de choix à ses côtés dans son espace-temps, ce que Jaden déclina. Puis vint l'heure d'affronter le septième et dernier Cavalier de l'Ombre, il répondait au nom d'Amnael et avait battu les derniers porteurs de clef : Alexia, Chad et visiblement le professeur Banner (le professeur principal des rouges Slifer), ainsi que Isidor (afin de tendre un piège à Alexia). Cependant Jaden découvrit avec horreur que Amanel n'était autre que Banner qui lui avoua que toutes les victoires de Jaden étaient truquées dans le seul but que le Doyen Sheppard confie une clef à un « minable rouge Slifer ». Banner fut battu et révéla qu'il était fier de Jaden, que Jaden avait réellement gagné tous ses duels tout seul, qu'il n'en avait jamais truqué un seul et qu'il avait tout mit en place pour entraîner Jaden à affronter une menace encore plus grande, puis il donna une mystérieuse carte à Jaden avant que son corps ne tombe en poussière et qu'il ne devienne qu'une âme errante. Finalement dans les derniers épisodes on découvre que le véritable chef des sept cavaliers de l'ombre est Kagemaru, l'ex-intendant de la Duel Academy. Celui-ci parvient à libérer les 3 bêtes sacrées et Jaden n'a d'autre choix que de les affronter. Il gagne le duel grâce à Sabatier - La Pierre Philosophale (la carte que lui avait donné Banner) et sauve ainsi le monde, il ramène aussi à la raison Kagemaru. Zane qui finit major de sa promotion choisit d'affronter Jaden dans le duel de fin d'année, duel qui finit sur une égalité. À l'issue de ce match, Zane passe son titre de numéro 1 à Jaden.
Dans la deuxième saison, sa victoire sur les terribles Cavaliers de l'ombre fit le tour du monde et le nom de Jaden Yuki devient connu dans le monde des duellistes. Il est désormais reconnu comme étant le duelliste numéro 1 de la Duel Academy. Dans le premier épisode, Jaden affrontera sans le savoir Aster Phœnix, un duelliste professionnel qui le laisse gagner sur ordre de Sartorius, son manager. Plus tard, lors d'un combat professionnel de Zane, Jaden se rend compte que Aster copie son jeu Héros des Éléments ; après ce duel, Aster provoque et défie Jaden en duel. Il a l'avantage sur son adversaire jusqu'à ce qu'Aster joue ses Héros de la Destinée et Jaden perd le duel. Il perdra aussi le pouvoir de parler aux esprits de ses monstres et même tout simplement de voir ses cartes. Jaden tombera dans une profonde dépression avant de quitter l'académie, mais un incident en mer va retourner son bateau. À son réveil il fait la connaissance des Néo-Spatiaux (cartes que Jaden avait dessiné lorsqu'il était enfant). Ces derniers vont s'ajouter à son jeu, lui donnant l'envie de faire de nouveaux duels. Après qu'il puisse revoir ses cartes, il reviendra à l'académie et affrontera Aster en duel une seconde fois, un duel que Jaden remporte. Il fera équipe avec Aster pour affronter Takuma Saiou (Sartorius) qui est un voyant utilisant un deck Tarot. Il transforme les élèves en esclaves les uns après les autres pour former la Société de Lumière à partir du dortoir Bleu Obélisk. Durant cette saison, il partira sur les traces de Yugi Muto où il visitera les endroits où Yugi a livré les duels contre les cavaliers de l'ombre de Marek. Il y aura des flashs des événements de Yu-Gi-Oh!. Lui, Syrus Truesdale et Davy Crickett livreront des duels au même endroit que Yugi et Kaiba. Au retour, le tournoi GX va avoir lieu pour désigner un nouveau "Roi des duels". Il ne remportera toutefois pas le tournoi, car il sera trop occupé à combattre Takuma Saiou (Sartorius) lors du combat final de la deuxième saison. Le gagnant du tournoi sera Chad Princeton, son rival et ami.
Au début de la troisième saison, il fait la connaissance de Jesse Anderson (Johan dans la version originale), un étudiant à l'Académie du Nord qui, comme lui, peut parler à ses monstres  dqui sont des bêtes de cristal. Un nouveau professeur arrive dans l'académie également, Thessalonixus (Cobra), qui a la ferme intention de puiser l'énergie des duellistes pour l'offrir à une mystérieuse créature qui s'avère être à la fin de la première partie de la saison 3 une carte que Jaden possédait dans son enfance : Yubel. Celle-ci, aveuglée par la haine d'avoir été abandonnée par son ancien propriétaire, déplace la Duel Académie dans une dimension parallèle afin de s'emparer des cartes des bêtes sacrées, les 3 démons légendaires (Uria, Amon, Raviel). Après avoir échappé aux élèves devenus zombies, possédés par Yubel, et avoir récupéré la carte du Dragon arc-en-ciel, Jaden et Jessie affrontent Yubel dont l'issue sera le sacrifice de Jessie pour que toute l'académie et ses élèves reviennent dans le monde réel.
La seconde partie de la saison 3 débute quand Jaden décide de retourner dans une autre dimension pour chercher Jesse, accompagné de tous ses amis, même Zane et Aster. Dans ce monde, les créatures du jeu sont réelles et une armée de démons poursuivent et défient les héros. Après avoir perdu Alexia et Isidore, Davy et Chad, Jaden bat leur chef mais ses autres amis Syrus, Jim Crocodile Cook et Axel Brodie l'abandonnent. Dans les ténèbres de son âme émerge Haou, l'ultime souverain qui s'empare du corps du héros, entraînant chez lui une transformation : ses yeux prennent une lueur jaune, sa voix change et il porte une armure noire. Haou crée un nouveau deck, basé sur les monstres fusions des ténèbres, qui fusionnent les héros des éléments de Jaden en des monstres cruels, les Héros du Mal. Jaden va ensuite semer la terreur dans le monde ténébreux; Jim Crocodile Cook va affronter l'Ultime Souverain mais perdra à cause de la nouvelle carte de ce dernier, Super polymérisation, et Axel Brodie va devoir prendre le relais, mais il va fuir de peur de finir comme Jim. Syrus qui suivait et qui espionnait Axel va donner du courage à ce dernier qui se rendit chez l'Ultime Souverain pour libérer Jaden de son emprise. Ce dernier réussira à redevenir lui-même grâce à l'aide d'Axel qui se sacrifiera pour lui.
Lorsqu'il retrouve Jesse, celui-ci est possédé par Yubel. Seulement Jaden a peur de jouer Polymérisation ou une autre carte de fusion pour ne pas être à nouveau possédé par Haou. Il réussit à surmonter sa peur et à libérer Jesse. Jaden affronte ensuite Yubel en personne dans un duel assez long, au cours duquel il réussit enfin à réveiller et contrôler le pouvoir de l'Ultime Souverain à son profit. Finalement, Jaden joue la Super Polymérisation et fait fusionner son âme avec celle de Yubel, permettant à cette dernière de redevenir son ange gardien et de se réconcilier avec lui. Il revient à la Duel Académie sous forme d'une comète, complètement changé.
Dans la quatrième et dernière saison, Jaden devient un peu associable, plus adulte mais dépressif et fuyant ses amis, il reste obstinément dans sa chambre à réfléchir. Il se dit le seul responsable de l'incident provoqué par Yubel et envisage même de quitter l'académie avant d'obtenir son diplôme car il sent que quelque chose de très grave va de nouveau lui arriver et il ne veut pas mettre une fois de plus ses amis en danger. Mais Kagemaru et Sartorius lui expliquent qu'ils ont eux aussi ressenti ce mauvais présentiment et ils pensent que ce qu'il va arriver est de la faute à tous les trois (à cause du réveil des bêtes sacrées, de la Lumière destructrice qui était contenue dans Sartorius et de l'incident avec Yubel), ces 3 évènements marquants eurent lieu au même endroit en seulement 3 ans. Sartorius explique que cela a du exercé une pression dimensionnelle qui menace la Duel Academy et que même si Jaden part cela ne changera rien donc autant qu'il reste afin de corriger les erreurs commises par les trois hommes. Lorsqu'il est menacé par les ténèbres, ses yeux prennent un ton jade et doré, révélant la présence de Yubel dans son âme, ce qui le protège des pouvoirs des ténèbres. Il tentera d'en savoir plus sur les ténèbres et voulu demander des renseignements à Isidor (qui a déjà eu par le passé des problèmes avec les ténèbres à cause du Masque des ténèbres). Cependant celui-ci est mal en point à cause d'un mystérieux individu appelé Yusuke Fujiwara (il s'agit en réalité de l'esprit du monstre Honest, une carte de Fujiwara qui a copié l'apparence de son maître pour le venger, c'est Jaden qui le découvrit). Voulant des réponses à tout prix Jaden brusqua Isidor alors inconscient ce qui lui valut une gifle de la part d'Alexia qui ne le comprend plus du tout. Isidor vint néanmoins trouver Jaden pour lui demander son aide car il veut retrouver ses souvenirs. Après le duel, Isidor retrouve la mémoire et explique que Fujiwara était son meilleur ami et un duelliste de génie au même titre que Zane mais qu'il était obsédé par la puissance et qu'il en est mort il y a des années à cause de ses recherches sur les ténèbres.
Il affrontera à trois reprises Trueman (ou Mr. T), un duelliste créé et envoyé comme messager par les ténèbres (Jaden gagna son dernier duel grâce à Honest qui rejoignit son esprit et son deck pour l'aider à combattre les ténèbres), avant d'avoir un temps de répit où il redevient peu à peu proche de ses amis grâce à Alexia qui lui a ouvert les yeux pendant la finale d'un tournoi en double où elle a fait équipe avec lui (bien que la relation entre les deux était très tendu à cause de Jaden qui ne lui prêtait pas la moindre attention). Plus tard il livra un deuxième duel face à Crowler, trois ans après celui qui lui avait permis d'intégrer l'Académie. Ce duel permit à Crowler d'avouer qu'il s'était profondément attaché à tous ses élèves (en particulier à Jaden et sa bande) puis le duel se termina de la même manière qu'il y a 3 ans, ce qui rendit Crowler heureux et surtout fier de Jaden. Alors que Jaden enchaîne les combats contre des premières et deuxièmes années venus défier le meilleur duelliste de l'académie dans le cadre des duels faisant office d'examen de fin d'année, commence l'attaque finale des ténèbres sur Terre. Il se fit d'abord avoir et attiré à Dominos City et dut se battre contre Sartorius, son allié, qui est soumis à un chantage de la part des ténèbres (qui avaient capturés sa soeur). Là-bas il retrouva Jesse et ensemble ils retournèrent à la Duel Academy où ils firent un combat à trois (1vs1vs1) contre Yusuke Fujiwara, toujours vivant et contrôlé par Darkness, le dieu des ténèbres et maitre du monde où sont retenus les élèves de la Duel Academy. Après sa victoire sur Fujiwara commença son combat final face à Darkness qui a fait disparaître le monde entier dans le monde des ténèbres. C'est durant ce combat que l'âme de Yubel se matérialise enfin, le protégeant de Darkness et lui donnant des conseils pendant le duel. Après l'avoir vaincu et avoir une nouvelle fois sauvé le monde (il a délivré du monde de Darkness tous les habitants du monde entier grâce à son discours sur l'espoir et l'avenir qu'il a prononcé pendant le combat), Jaden assiste à la remise de diplôme où il reçoit le sien et où le duelliste ayant totalisé le plus de points lors de l'examen de fin d'année se verra attribué en récompense la réplique exacte du deck de Yugi, les dieux égyptiens en moins. Chad, Alexia et Syrus arrivent à égalité mais refusent le prix. Il ne revient pas voir ses amis lors de la soirée d'adieu et alors qu'il allait quitter la Duel Académie Kuriboh ailé lui demande de le suivre. Jaden va alors voir le deck exposé dans une salle et Yugi apparaît. Ce dernier l'envoie dans le passé, à l'époque d'un second Battle City et, avec l'aide de Yubel, Jaden affrontera le Yugi du passé qui possède les 3 dieux égyptiens. Finalement, le duel reste en suspens sur un dernier face à face entre Néos et le dieu égyptien Slifer, le dragon du ciel. Grâce à ce duel face à Yugi, Jaden retrouva quelque chose qu'il avait perdu au cours des événements de la saison 3 et qu'il avait du mal à assimiler avec sa nouvelle personnalité plus adulte : l'excitation et le plaisir de disputer des duels.
Ayant complètement retrouvé sa joie de vivre, Jaden commence alors son voyage à travers le monde en compagnie de Kuriboh ailé, Yubel, le chat Pharaon et l'âme de Banner, à la recherche des duellistes et esprits de monstre ayant besoin de son aide et de celle de Yubel. On le revoit ensuite aux côtés de Yugi/Atem et Yusei Fudo, héros de Yu-Gi-Oh 5D's, dans Yu-Gi-Oh! 3D, face à un duelliste mystérieux nommé Paradox qui invoquera tour à tour les plus puissantes cartes du jeu comme l'Ultime Cyber Dragon corrompu et le Dragon de la Vérité corrompu.

### Bastien Misawa
Bastien est un duelliste membre du dortoir Râ Yellow, et le meilleur de celui ci. Réputé être un véritable génie, il dispose de 6 decks différents, qu'il qualifie de prototypes pour battre Jaden qu'il reconnait comme meilleur que lui.
Il affronte Chad Princeton tombé en disgrâce aux yeux de Crowler avec l'opportunité de rejoindre le dortoir obélisque et gagne le combat. Il refuse cependant l'offre, considérant qu'il ne sera digne d'y entrer que le jour où il battra Jaden. Il affronte ce dernier par la suite mais perd le duel.  
Il est par la suite nommé comme un des gardiens des clés mais la perd contre Tania de laquelle il tombe amoureux.
Dans le deuxième saison, son personnage est en retrait. Frustré de ne pas avoir été reconnu comme digne de la société de lumière, il perd intentionnellement un duel contre un membre de cette dernière et va jusqu'à se teindre les cheveux en blanc pour prouver son allégeance. 
Il assiste à la victoire de Jaden sur son idole, et part en voyage initiatique pour augmenter ses connaissances.
Il réapparaît dans la dimension ténébreuse durant la troisième saison, égaré dans un désert à la suite d'une mauvaise expérience. Il apporte une connaissance précieuse du terrain et des créatures. Il suit ensuite Jaden dans son opération de sauvetage de Jesse. Il y retrouve Tania et décide de rester avec elle.

## Sources du texte
- Cet article est partiellement ou en totalité issu de l'article intitulé « Alexia Rhodes » (voir la liste des auteurs).

- Cet article est partiellement ou en totalité issu de l'article intitulé « Lymann Banner » (voir la liste des auteurs). *

- Cet article est partiellement ou en totalité issu de l'article intitulé « Blair Flannigan » (voir la liste des auteurs).

- Cet article est partiellement ou en totalité issu de l'article intitulé « Davy Cricket » (voir la liste des auteurs). *

- Cet article est partiellement ou en totalité issu de l'article intitulé « Vegan Crowler » (voir la liste des auteurs).

- Cet article est partiellement ou en totalité issu de l'article intitulé « Jesse Andersen » (voir la liste des auteurs).

- Cet article est partiellement ou en totalité issu de l'article intitulé « Aster Phoenix » (voir la liste des auteurs).

- Cet article est partiellement ou en totalité issu de l'article intitulé « Chad Princeton » (voir la liste des auteurs).

- Cet article est partiellement ou en totalité issu de l'article intitulé « Isidor Rhodes » (voir la liste des auteurs).

- Cet article est partiellement ou en totalité issu de l'article intitulé « Sartorius (Yu-Gi-Oh! GX) » (voir la liste des auteurs).

- Cet article est partiellement ou en totalité issu de l'article intitulé « Zane Truesdale » (voir la liste des auteurs).

- Cet article est partiellement ou en totalité issu de l'article intitulé « Syrus Truesdale » (voir la liste des auteurs).

- Cet article est partiellement ou en totalité issu de l'article intitulé « Jaden Yuki » (voir la liste des auteurs).

- Cet article est partiellement ou en totalité issu de l'article intitulé « Bandit Kierce » (voir la liste des auteurs).